# Postazuayia
Postazuayia là một chi bướm đêm thuộc họ Geometridae.